# Кафедральный собор Тампере
Кафедральный собор Тампере (фин. Tampereen tuomiokirkko, швед. Tammerfors domkyrka) — главная лютеранская церковь диоцеза Тампере в Финляндии.

## Фрески

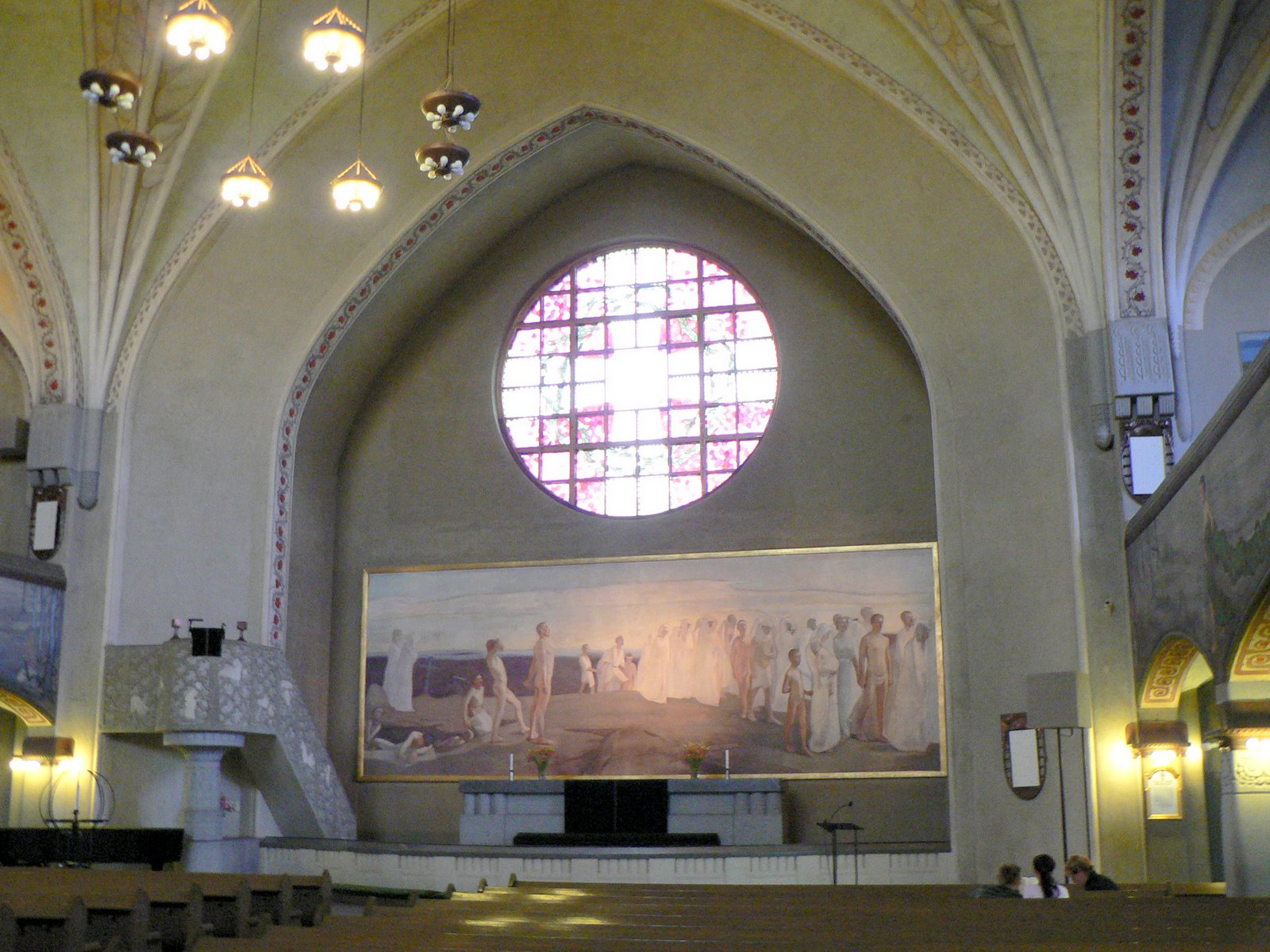
Алтарная роспись Магнуса Энкеля

Проект здания выполнен архитектором Ларсом Сонком, а строительство проводилось в период с 1902 по 1907 годы.
Собор знаменит фресками, созданными финскими художниками-символистами Магнусом Энкелем и Хуго Симбергом. Здесь имеются в том числе авторские повторения картин «Сад смерти» и «Раненый ангел». Подробное описание фресок имеется в статье «Хуго Симберг».